# Tillandsia albida
Tillandsia albida är en gräsväxtart som beskrevs av Carl Christian Mez och Purpus. Tillandsia albida ingår i släktet Tillandsia och familjen Bromeliaceae. Inga underarter finns listade i Catalogue of Life.

## Bildgalleri

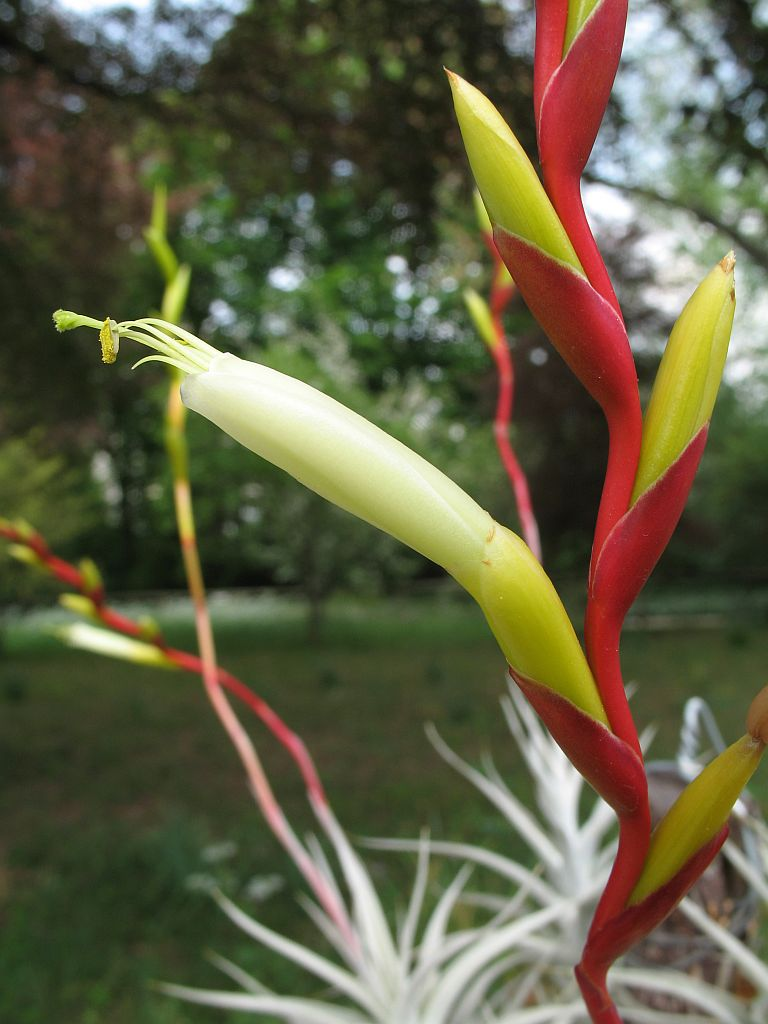
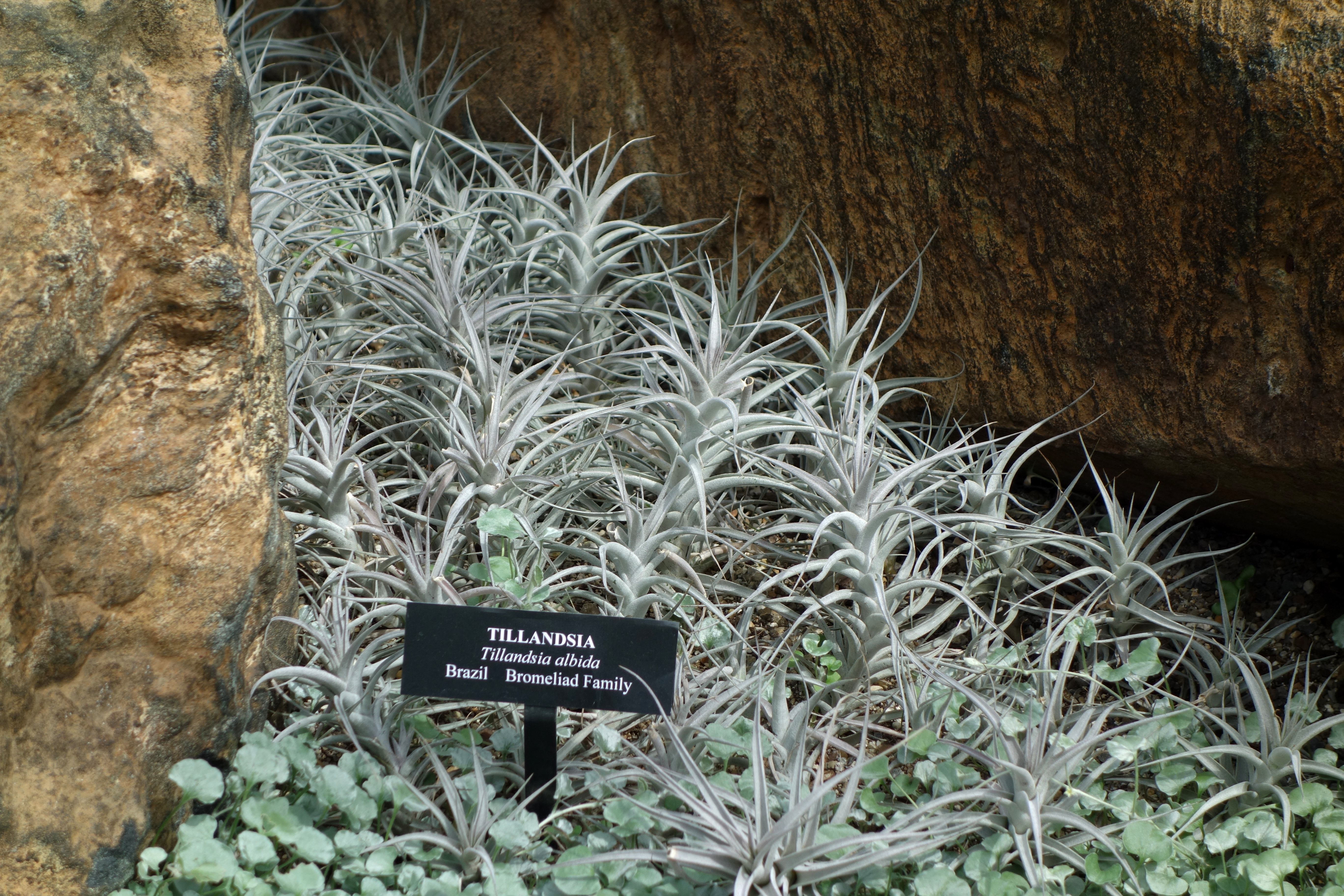